# Echinoneoida
De Echinoneoida zijn een orde van zee-egels (Echinoidea) uit de infraklasse Irregularia.

## Families
- Echinoneidae L. Agassiz & Desor, 1847
- Superfamilie Conuloidea Kroh & Smith, 2010
  - Conulidae Lambert, 1911 †
  - Neoglobatoridae Endelman, 1980 †
  - Galeritidae Gray, 1825 †